# L'occhio della spirale
L'occhio della spirale (Alison's Birthday) è un film del 1979 diretto da Ian Coughlan..
La pellicola è stata prodotta dalla Australian Film Commission-Fontana.

## Trama
Durante una seduta medianica tre studentesse sedicenni entrano in contatto con uno spirito tramite la tavola ouija. Lo spirito si rivela essere quello del padre di una delle tre amiche, Alison, alla quale ordina di non tornare nella casa degli zii quando compirà diciannove anni.
Passano circa tre anni e Alison viene invitata dallo zio Dean e dalla zia Jenny. Gli zii (che avevano adottato Alison dopo la prematura perdita dei suoi genitori) vogliono dare una festa in occasione del suo diciannovesimo compleanno ma non sembrano gradire la presenza di Peter, il fidanzato della nipote, che l'ha accompagnata da loro.
Poco dopo il suo arrivo in casa degli zii, Alison scopre un circolo megalitico nascosto nel giardino. Incontra poi una donna molto anziana e inquietante, apparentemente la nonna materna di zio Dean, della quale però Alison non ha mai sentito parlare.
Una notte Alison vede in sogno un gruppo di sacerdoti celtici che celebrano un antico rituale nel circolo megalitico. In seguito gli zii non le permettono più di uscire di casa e allontanano anche Peter dicendogli che Alison è malata. Ma il giovane non si lascia convincere e, dopo aver consultato in biblioteca una vecchia raccolta di quotidiani, sospetta che Dean e Jenny non siano veramente gli zii di Alison.
Peter si rivolge allora a Sally, una sua amica esperta di occulto, alla quale racconta di un amuleto che Alison tiene al collo fin da bambina, identico a quello posseduto dalla vecchia donna che vive in casa degli zii. Dopo aver tentato inutilmente di portar via Alison, Peter, con l'aiuto di Sally, scopre che da secoli, nel giorno del diciannovesimo compleanno di una giovane donna prescelta, viene offerta una cerimonia in onore di Myrna, divinità maligna adorata dalla setta dei druidi.